# Machaeropteris unicella
Machaeropteris unicella är en fjärilsart som beskrevs av Walker 1863. Machaeropteris unicella ingår i släktet Machaeropteris och familjen äkta malar. Inga underarter finns listade i Catalogue of Life.